# Eryngium tenue

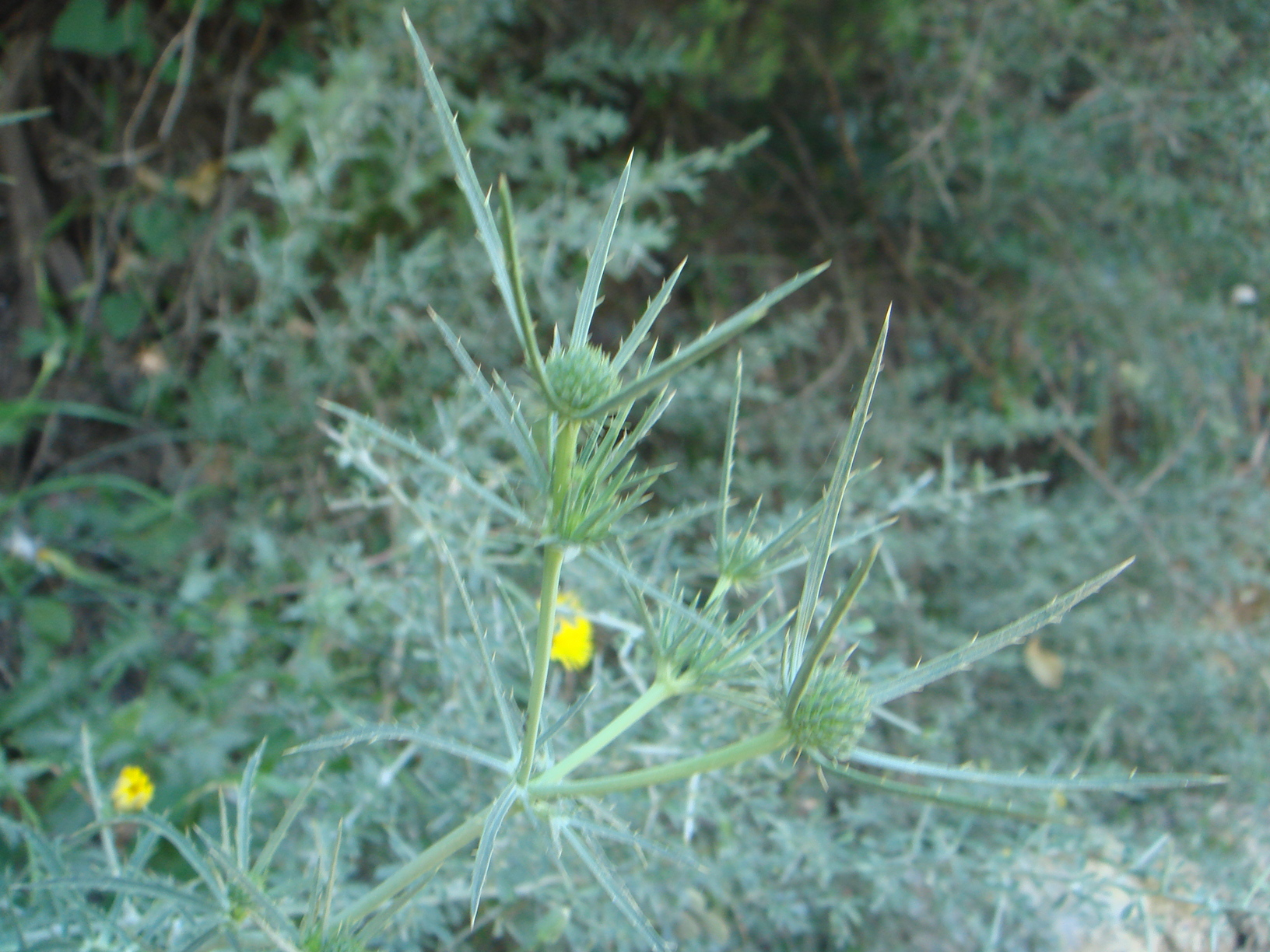
Vista general de la planta.

Eryngium tenue es un cardo de la familia de las umbelíferas.

## Descripción
Es una planta pequeña (5-25 cm), erecta, delgadita, espinosa en la parte floral; tallos de color pajizo, que se ramifican solo arriba. Las hojas inferiores tienen pie y contorno de huevo con dientes espinosos; las del tallo se alterna sobre él y están profundamente divididas en varios segmentos largos, estrechos y dentados, en forma de dedos (palmatisecos) de una mano. En el extremo de los tallos se disponen una "estrellas" alargadas y espinosas sobre las que se asientan los capítulos, la mitad de largos que aquellas, sobre los cuales, a su vez se aposentan las flores, en primavera y verano, blancas, protegidas, por brácteas espinosas.

## Distribución y hábitat
En la península ibérica y noroeste de África. Mucho menos abundante que su congénere el cardo corredor, crece disperso en claros de encinares, alcornocales, baldíos y otras zonas pedregosas o arenosas.

## Taxonomía
Eryngium tenue fue descrita por Jean-Baptiste Lamarck y publicado en Encyclopédie Méthodique, Botanique 4: 755. 1798.
Citología
Número de cromosomas de Eryngium tenue (Fam. Umbelliferae) y táxones infraespecíficos: 2n=16
Etimología
Eryngium: nombre genérico que probablemente hace referencia a la palabra que recuerda el erizo: "Erinaceus" (especialmente desde el griego "erungion" = "ción"), sino que también podría derivar de "eruma" (= protección), en referencia a la espinosa hojas de las plantas de este tipo.
tenue: epíteto latino de tenuis que significa "esbelto, delgado",

## Nombre común
En español: Carrillo corredor, cardo aretín. En catalán: card aretìn. En gallego : Pe de cabalo.